# Diplovertebron
Diplovertebron is een geslacht van uitgestorven basale Tetrapoda die leefden in het Boven-Carboon (Moscovien), ongeveer 310 miljoen jaar geleden. De voorlopig enige soort die in het geslacht wordt geplaatst, Diplovertebron punctatum, was een middelgroot dier, ongeveer 50 cm lang.
Diplovertebron punctatum bevolkte Europese Carboonmoerassen in wat nu Tsjechië is. Ze waren nauw verwant aan grotere moerasbewonende tetrapoden zoals Proterogyrinus en Anthracosaurus. Diplovertebron was echter veel kleiner dan deze grote, op krokodillen lijkende dieren.
De naam werd, vergezeld van een korte diagnose, in 1879 gepubliceerd door Antonín Frič (Duitse spelling 'Fritsch'), de ontdekker van de fossiele resten. In 1885 volgde een uitgebreide beschrijving met afbeeldingen. De wetenschappelijke geschiedenis ervan is gecompliceerd en nauw verbonden met die van Gephyrostegus, een naam die enige tijd als een synoniem is beschouwd.

## Beschrijving
Tussen 1926 en 1967 werd Diplovertebron in reconstructies meestal voorgesteld als een meer op een reptiel lijkend landdier met poten die eindigden in vijf vingers en tenen. Deze reconstructies werden echter gemaakt op basis van de veel completere skeletresten van Gephyrostegus en Solenodonsaurus, waarvan destijds werd aangenomen dat ze miet verschilden van Diplovertebron. Zonder deze skeletten zijn de fossiele resten van Diplovertebron veel beperkter. Tegenwoordig wordt aangenomen dat Diplovertebron een deels of zelfs volledig aquatisch leven leidde, net als de verwant geachte geslachten Archeria en Proterogyrinus. De algemene proporties stemden waarschijnlijk wel overeen met die van Gephyrostegus.
Net als bij andere Embolomeri bestond elk van de wervels van Diplovertebron uit twee ringvormige componenten van gelijke grootte, die een reeks afwisselende intercentra en pleurocentra vormden, waarnaar de geslachtsnaam ("de dubbelgewervelde") verwijst. Frič beschouwde dit aanvankelijk als een uniek kenmerk, maar al in 1884 maakte Edward Drinker Cope de vergelijking tussen de wervels van Diplovertebron en Cricotus (een ongeldige naam voor een in Amerika gevonden geslacht dat inmiddels Archeria wordt genoemd). De bewaard gebleven wervels moeten van een deel van de staart geweest zijn omdat het voorste deel van elk ervan (het intercentrum) verbonden was met een dun chevronvormig bot, een kenmerk dat alleen voorkomt in de staart van een gewervelde.:288
De fragmentarisch bewaard gebleven schedelbotten zijn slechts licht streepvormig gegroefd, anders dan die van zijn verwanten, die vele putjes vertoonden. De premaxillae droegen elk vijf dikke en kegelvormige tanden, die ongeveer twee keer zo lang als breed waren. De maxillae droegen elk waarschijnlijk meer dan 30 tanden die dunner waren dan die van de premaxilla. De tanden aan de voorkant van de maxilla waren dikker en stonden verder uit elkaar, terwijl die aan de achterkant dicht opeen stonden. De onderkaak droeg meer tanden, dicht opeenstaand, en veel kleiner dan die van de bovenkaak. Er waren er in totaal meer dan veertig; de eerste zeven waren de grootste en stonden het verst uit elkaar. Alle tanden bezaten een glazuur met een doolhofachtige structuur, vergelijkbaar met die in andere Labyrinthodontia. Deze tandkenmerken vertoonden enige gelijkenis met die van Calligenethlon, een verwant geslacht dat qua grootte vergelijkbaar was met Diplovertebron.
De buik was bedekt met lange, langwerpige schubben met afgeronde randen. De rug was onbedekt. Verschillende botten van de ledematen zijn bewaard gebleven. Ze waren bedekt met kleine poriën, wat ongebruikelijk is. De humerus droeg over de helft van de schacht een diagonaal verlopende stevige kam, vergelijkbaar met die van Archeria. Het bekken was ook vrij gelijkaardig aan dat van Archeria en Calligenethlon, met name doordat het ilium een structuur had die typisch is voor deze groep: twee staafachtige uitsteeksels bovenop een korte steel. Het voorblad was kort, maar het achterblad was erg lang. Frič (1885) wees een gevonden interclavicula toe aan Diplovertebron, hoewel die in feite mogelijk van Gephyrostegus was.

## Geschiedenis

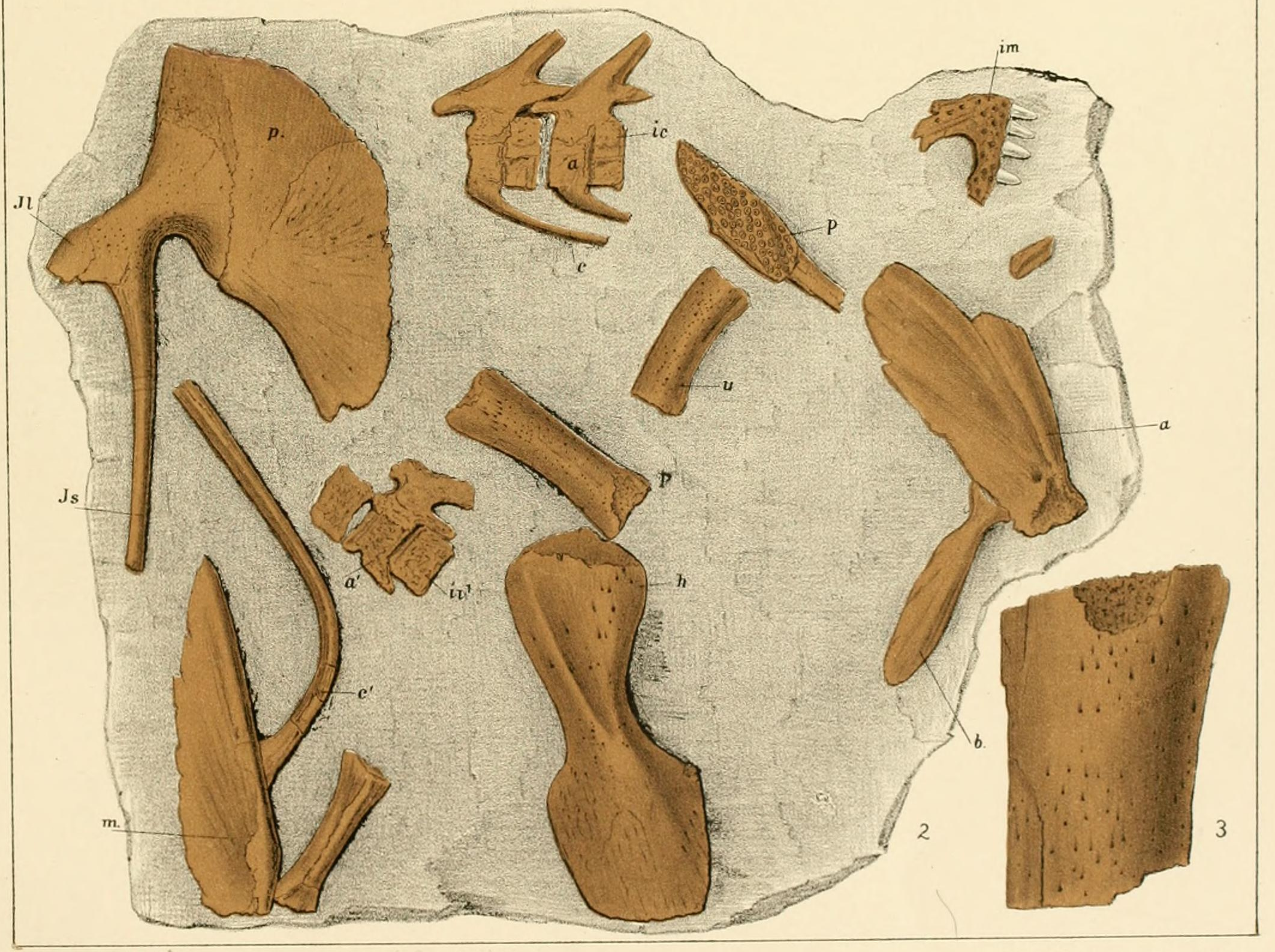
Frič Orig. 96, de kleinere plaat

Diplovertebron was een van de vele Tetrapoda die in de late 19e eeuw in Tsjechische kolenmoerassen werden gevonden door Antonin Frič. De overblijfselen waren een allegaartje van niet in anatomisch verband liggende fossielen van de schedel en de postcrania, ingekapseld in twee platen steenkool, die werden aangeduid als Frič Orig. 96 (voor de kleinere plaat) en Frič Orig. 128 (voor de grotere plaat). D.M.S. Watson wees in 1926 nog twee complete exemplaren aan het geslacht toe. Een van deze was al in 1902 door Otto Jaekel aangewezen als het type-exemplaar van de reptielachtige tetrapode Gephyrostegus, terwijl het tweede exemplaar, DMSW B.65, nieuw door Watson werd beschreven. Een later gepubliceerde studie, van Brough & Brough (1967), herstelde de geldigheid van Gephyrostegus en verwierp Watsons beslissing om Jaekels naam en zijn specimina aan Diplovertebron toe te wijzen.

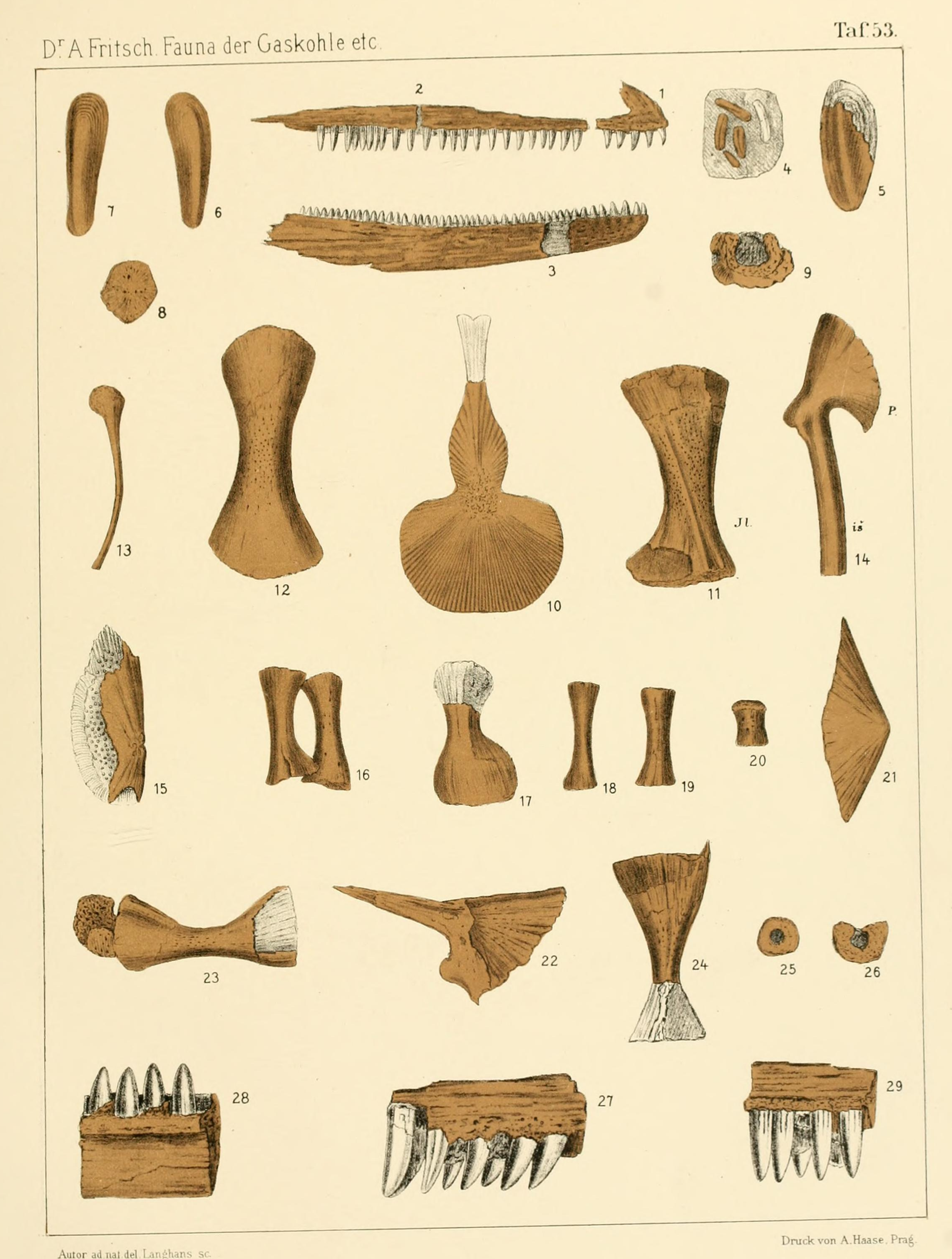
Frič Orig. 128, elementen uit de grotere plaat

Richard Lydekker stelde in 1889 voor om de naam Diplovertebron te veranderen in Diplospondylus omdat de etymologie van Diplovertebron een hybride was van Grieks en Latijn, en die van Diplospondylus helemaal Grieks. Weinig andere paleontologen deelden echter Lydekkers afkeer van hybride namen. Bovendien is volgens moderne nomenclatuurregels de hernoeming ongeldig.
Een ander aspect van de geschiedenis van Diplovertebron dat tot enige verwarring heeft geleid, betreft de bijschriften van de originele lithografische illustraties van Frič. Onder afbeelding 53, met elementen uit de grotere plaat met Diplovertebron-fossielen (Frič Orig. 128), stond abusievelijk dat de afgebeelde elementen afkomstig waren van de kleinere plaat (Frič Orig. 96). Als gevolg daarvan begrepen veel paleontologen de oorspronkelijke beschrijving verkeerd en negeerden ze de grotere plaat bij het beschrijven van Diplovertebron, omdat ze ervan uitgingen dat er slechts één plaat (Frič Orig. 96) beschikbaar was. Enkele uitzonderingen zijn Steen (1938) en Klembara et al. (2014). Frič Orig. 96 is in 1970 door Alec Panchen aangewezen als het lectotype.
Verschillende in Tsjechië gevonden fossielen die door Frič aan andere geslachten werden toegewezen, zouden in werkelijkheid extra resten van Diplovertebron kunnen betreffen. Van Hemichthys problematica, beschreven op basis van specimen NMP M.885, waarvan Frič in de publicatie ervan in 1895 veronderstelde dat het een vissenschedel was, werd later duidelijk dat het een anthracosauriër was (een slecht gedefinieerde groep waartoe ook de Embolomeri worden gerekend). Klembara et al. (2014: 776) beargumenteerden dat Hemichthys, door hen opgevat als synoniem met Gephyrostegus, op basis van ICZN Art. 23.9.1 als een nomen oblitum moet worden beschouwd. Van een staart die aan de onderkant dicht geschubd was publiceerde Frič in 1901 de beschrijving onder de naam Nummulosaurus kolbii. Alfred Romer (1947) kon geen bewijs vinden dat Nummulosaurus verschilde van Diplovertebron. Romer was ook een van de weinige paleontologen die Diplovertebron als een lid van de Seymouriamorpha beschouwden, en niet als een lid van de Embolomeri. Die plaatsing was echter gebaseerd op de restanten van Gephyrostegus, aangezien de twee geslachtsnamen in 1947 nog als synoniemen werden beschouwd.